# Mosteiro (Lajes das Flores)
Mosteiro é uma freguesia do município da Lajes das Flores, na Região Autónoma dos Açores, com 6,20 km² de área e 19 habitantes (censo de 2021). A sua densidade populacional é 3,1 hab./km².
A freguesia do Mosteiro situa-se na costa sudoeste da ilha das Flores, a cerca de 10 km da sede do concelho, sendo a menos populosa do país, e uma das mais isoladas dos Açores. 
A paróquia católica tem como orago a Santíssima Trindade. 
A freguesia, que em tempos se designou Mosteiros, parece derivar o seu nome dos grandes rochedos que a rodeiam, com destaque para os rochedos oceânicos existentes junto ao seu litoral. Esta origem é comprovada pela tradição local e pela semelhança com o topónimo Mosteiros, aplicada a uma freguesia da costa ocidental da ilha de São Miguel, a qual também deriva o seu nome dos grandes rochedos que formam os ilhéus dos Mosteiros, frente ao seu litoral. Esta ligação é reforçada pela origem do primeiro povoador da vizinha freguesia do Lajedo, João Soares, que para ali se mudou vindo do então lugar dos Mosteiros em São Miguel.

## Demografia
A população registada ao longo dos censos foi:
| Ano  | 0-14 Anos | 15-24 Anos | 25-64 Anos | > 65 Anos |
| 2001 | 3         | 4          | 29         | 14        |
| 2011 | 6         | 3          | 24         | 10        |
| 2021 | 0         | 2          | 13         | 4         |

## Origem do topónimo
O nome de Mosteiro dado à povoação é assim uma reminiscência da grande tradição brandoniana das ilhas do Atlântico, que levou à atribuição de nomes com profundas raízes celtas a múltiplas ilhas e localidades da Macaronésia. Neste contexto, o topónimo Mosteiro(s) é resultado directo da existência de grandes penhascos colunares. No dizer do cronista do povoamento atlântico Gaspar Frutuoso, referindo-se aos Mosteiros de São Miguel, a razão do nome seriam os quatro ilhéus com proporção entre si tal que representam quatro mosteiros.... Esta ligação entre os ilhéus, e outros penhascos como o Cabeço do Sinal no Mosteiro das Flores, e o conceito monacal de mosteiro não é meramente formal, antes deriva do ascetismo marítimo medieval que percorreu as costas do Atlântico desde a Escócia até à Ponta de Sagres. Começando com a cristianização da costa atlântica da Europa, por volta do século VI, começaram a surgir eremitas que se recolhiam a celas escavadas em ilhéus ou em penhascos costeiros e viviam longos períodos de ascetismo e de meditação enquanto observavam as ondas do oceano. O melhor exemplo, e o mais bem conservado, deste tipo de mosteiro é Skellig Michael ao largo da costa sudoeste da Irlanda, hoje Património da Humanidade. Contudo, mesmo na costa ibérica, os exemplos são muitos, com tradições de peregrinação que sobreviveram quase até aos nossos dias no Cabo Finisterra, no Cabo da Roca e no Cabo de São Vicente.

## História da freguesia
A costa ocidental das Flores terá começado a ser desbravada em meados do século XVI, com os primeiros núcleos populacionais estáveis a surgirem nas primeiras décadas do século seguinte. Os primeiros povoadores eram capitaneados por João Soares, oriundo da ilha de São Miguel, que se terá fixado no Lajedo.
Já estruturado como povoado, o lugar do Mosteiros foi em Julho de 1676 desanexado da vila das Lajes das Flores, à qual pertencia apesar da grande distância e maus caminhos, e incluído na paróquia de Fajãs, então com sede na igreja de Nossa Senhora dos Remédios da Fajanzinha.
Sem que a população crescesse de forma significativa, o Mosteiro manteve-se como um curato daquela paróquia ao longo dos séculos seguintes, sobrevivendo como uma comunidade pobre que retirava o seu sustento dos campos e matos, complementando com alguma pesca. Escrevendo no início do século XIX, o padre José António Camões, refere que ao tempo a freguesia possuía apenas 31 fogos, com 83 homens e 92 mulheres, acrescentando que Tem 8 casas de telha, e nenhum homem calçado. Há nella juiz vintenário, com seo escrivão, sujeitos à jurisdição da villa das Lagens. Os soldados da ordenança que há na dicta aldeia são subordinados à 2ª companhia da villa das Lagens. Refere ainda o portinho do Mosteiro onde tristemente varam três ou quatro barcos (...). O tal portinho é de uma pequena povoação chamada «Os Mosteiros». Para além de descrever a ponta do Sargo, assinala a existência de duas ribeiras na freguesia, a Ribeira do Mosteiro e a Ribeira dos Ladrões, ou do Fundão, aonde acaba o destricto da freguesia de Nossa Senhora dos Remédios, e de Nossa Senhora do Rosário das Lagens.
A elevação do Mosteiro a freguesia deveu-se à filantropia do aventureiro António de Freitas, um ex-seminarista nascido na Fajãzinha (provavelmente no lugar do Mosteiro, então parte da freguesia), que esteve emigrado em Macau, onde fez grande fortuna no tráfico do ópio e na compra de crianças pagãs. No ano de 1846, tendo regressado às Flores, decidiu financiar a construção de uma igreja condigna no Mosteiro, sob invocação da Santíssima Trindade, em sinal de reconhecimento por ter conseguido salvar todos os seus bens. Foi assim que o pequeno povoado veio a dispor do templo que hoje de forma algo incongruente marca a paisagem da freguesia.
Reunindo 90 fogos e cerca de 300 habitantes e dispondo de tão bela igreja, naturalmente logo em 1850, por decreto da rainha D. Maria II de Portugal datado de 23 de Outubro daquele ano, o Mosteiro foi elevado a paróquia, formando, conjuntamente com o lugar da Caldeira, uma nova freguesia. O decreto muda o nome à localidade, já que o lugar dos Mosteiros dá lugar à freguesia do Mosteiro, tendo contudo os topónimos coexistido durante algum tempo. Para mais, ao tempo da erecção da paróquia se achava já decentemente ornada, e provida de paramentos, e mais objectos necessários para o Culto Divino.
A erecção da paróquia fez-se por alvará do bispo D. frei Estêvão de Jesus Maria, datado de 18 de Novembro desse mesmo ano de 1850. A ermida inicial foi melhorada por iniciativa do padre Caetano Bernardo de Sousa, que paroquiou no Mosteiro de 1896 a 1915, tendo acrescentado então uma nova capela-mor, retábulos e uma sacristia. O retábulo da capela-mor, concluído em 1906, é da autoria do artista faialense Manuel Augusto Ferreira da Silva. O cemitério da localidade recebeu o seu primeiro enterramento a 8 de Outubro de 1847.
Como todas as restantes da ilha das Flores, a freguesia do Mosteiro esteve integrada no concelho de Santa Cruz das Flores no período que mediou entre 18 de Novembro de 1895 e 13 de Janeiro de 1898, durante o qual o concelho das Lajes das Flores esteve suprimido.
No período de 1893 a 1896 foi pároco do Mosteiro o contista Francisco Nunes da Rosa, cuja obra Pastorais do Mosteiro é uma das obras-primas da literatura açoriana.

## A freguesia
Encaixada num vale profundo sobranceiro ao mar, sobre o qual emergem gigantescos penhascos basálticos, a freguesia é constituída por dois lugares: o Mosteiro e a Caldeira (este sem habitantes permanentes desde 1992). A população residente dedica-se à agro-pecuária e ao pequeno comércio, sendo uma zona de ricas pastagens, embora vulneráveis ao vento e ressalga (rocio do mar) do oeste, e muito abundante em água.
Para além da igreja paroquial da Santíssima Trindade (cuja festa se celebra no penúltimo domingo de Agosto), a freguesia dispõe de um império do Divino Espírito Santo e vário moinhos de água, hoje abandonados, mas ainda assim de uma beleza idílica. É também notável o chafariz da Caldeira, sito na localidade do mesmo nome.
Para além da festa da Santíssima Trindade, a freguesia celebra anualmente as grandes festividades açorianos do Divino Espírito Santo, centradas em torno do seu império, e a Festa de São Pedro (a 29 de Junho), em tempos padroeiro dos pescadores da freguesia (hoje extintos).
Muito mais interessante que o património construído é o património paisagístico, com paisagens de grande equilíbrio, marcadas pelas grandes agulhas rochosas que deram o nome ao lugar. São notáveis o Cabeço do Sinal (parcialmente desmantelado para produção de pedra), o Cabeço da Muda, e os panoramas que se gozam do Portal Poio e da Cruz dos Bredos.
A freguesia mantém um Grupo de Foliões para abrilhantar as suas festas do Divino Espírito Santo, tradição multissecular hoje quase extinta em freguesias mais populosas com o advento das filarmónicas. O rico artesanato tradicional da costa ocidental das Flores, com cestaria em vime, colchas em tear, rendas e bordados, encontra-se ameaçado pelo despovoamento e pelo crescente desenraizamento da população. O mesmo acontece com a gastronomia local, em tempos caracterizada por confecções como inhame com linguiça, feijão com cabeça de porco, sopas de agrião de água e de couve, torta de erva do mar, bolos caseiros, filhós de entrudo e folar da Páscoa.
Dado o pequeno número de eleitores, a assembleia de freguesia é substituída por um plenário de cidadãos, os quais elegem a Junta de Freguesia.